# Thiébauménil
 Thiébauménil  es una población y comuna francesa, en la región de Lorena, departamento de Meurthe y Mosela, en el distrito de Lunéville y cantón de Lunéville-Sud.

## Demografía
| 265 | 271 | 237 | 329 | 332 | 360 |
| Para los censos de 1962 a 1999 la población legal corresponde a la población sin duplicidades (Fuente: INSEE [Consultar]) |     |     |     |     |     |